# Enoplognatha procerula
Enoplognatha procerula là một loài nhện trong họ Theridiidae.
Loài này thuộc chi Enoplognatha. Enoplognatha procerula được Eugène Simon miêu tả năm 1909.